# Rainer Eitzinger
Rainer Eitzinger (* 28. Juni 1983 in Schwaz) ist ein ehemaliger österreichischer Tennisspieler.

## Karriere
Eitzinger begann mit fünf Jahren Tennis zu spielen. Auf der Junior Tour spielte er zwischen 1999 und 2001 etwa 50 Matches und erreichte eine Platzierung in den Top 200 der Junior-Weltrangliste.
Bei den Profis spielte er ab 1999 auf der drittklassigen ITF Future Tour, 2002 gewann er dabei erstmals mehr als ein Match. 2003 stand in Italien in einem Finale eines Futures. 2004 gewann Eitzinger zwei Futures, erreichte einige andere gute Resultate und feierte seine Premiere auf der ATP Challenger Tour. Dadurch stand er Ende des Jahres in der Weltrangliste mit Rang 315 erstmals in den Top 500.
2005 konnte der Österreicher sein Ranking weiter verbessern. Nach einem weiteren Turniersieg bei Futures, konnte er regelmäßig auf der höher dotierten Challenger Tour antreten. Dort erreichte er nach einem Viertelfinale in Saransk, sein erstes Halbfinale in Vigo sowie ein weiteres in Budapest. Im Oktober des Jahres stand er erstmals im Hauptfeld eines ATP-World-Tour-Events, wo er in Wien sein Debütmatch gegen Nicolás Almagro positiv gestalten konnte und in zwei Sätzen gewann. Im Achtelfinale verlor er gegen David Nalbandian. Im Doppel gelang ihm außerdem sein erster Challenger-Turniersieg in Banja Luka.
2006 wurde sein erfolgreichstes Jahr. Er konnte das zweite Mal nach 2005 an der Qualifikation für ein Grand-Slam-Turnier – bei den Australian Open in Melbourne – teilnehmen. Dort scheiterte er jedoch, genauso wie später im Jahr  in der Qualifikation bei den French und US Open. Im April gelang ihm der erste von zwei Challenger-Titeln, im Finale behielt er in San Luis Potosí gegen Paolo Lorenzi die Oberhand. Mitte des Jahres erreichte er mit Platz 166 seine höchste Notierung in der Weltrangliste. Zudem kam Eitzinger zu seinem einzigen Auftritt für die österreichische Davis-Cup-Mannschaft gegen Mexiko, wo er das nicht mehr ergebnisrelevante Match gegen Daniel Garza glatt gewann. Danach verlor er in der Weltrangliste an Boden und musste wieder vermehrt bei Futures antreten. Bis 2009, als er seinen zweiten Challenger in Qarshi im Einzel sowie seinen zweiten Titel in Banja Luka im Doppel gewann, war sein Ranking meist im Bereich zwischen Platz 250 und 350, ehe er kaum noch Matches gewann und seine Karriere Anfang 2011 beendete.

## Erfolge
| Legende (Anzahl der Siege)  |
| Grand Slam                  |
| ATP World Tour Finals       |
| ATP World Tour Masters 1000 |
| ATP World Tour 500          |
| ATP World Tour 250          |
| ATP Challenger Tour (4)     |

### Einzel

#### Turniersiege
| Nr. | Datum           | Turnier         | Belag | Finalgegner   | Ergebnis       |
| --- | --------------- | --------------- | ----- | ------------- | -------------- |
| 1.  | 16. April 2006  | San Luis Potosí | Sand  | Paolo Lorenzi | 6:4, 6:75, 7:5 |
| 2.  | 22. August 2009 | Qarshi          | Sand  | Iwan Serhejew | 6:3, 1:6, 7:63 |

### Doppel

#### Turniersiege
| Nr. | Datum              | Turnier        | Belag | Partner        | Finalgegner                  | Ergebnis      |
| --- | ------------------ | -------------- | ----- | -------------- | ---------------------------- | ------------- |
| 1.  | 24. September 2005 | Banja Luka (1) | Sand  | Flavio Cipolla | Jeroen Masson Stefan Wauters | 4:6, 6:3, 6:3 |
| 2.  | 19. September 2009 | Banja Luka (2) | Sand  | Dustin Brown   | Ismar Gorčić Simone Vagnozzi | 6:4, 6:3      |